# 王怡 (作家)
王怡（英語：Rev. Wang Yi，1973年6月—），笔名王书亚，中国作家、诗人、学者、加尔文主义改革宗牧師，秋雨聖約教會創始人之一。其长期从事写作，并在多间新教教育机构和神学院担任理事和教师。曾被《南方人物周刊》列入“影响中国的50位公共知识分子”，后作为基督徒知识分子和推动中国家庭教会公开化的牧师，被英国《金融时报》列入“25位值得关注的中国人”。著有《宪政主义》、《不服从的江湖》、《天堂沉默了半小时》、《我有平安如江河》等书十余种。

## 经历
1973年出生于四川省三台县。90年代初畢業於四川大學法學院。2000年后，开始网络写作。2003年，成为中国民间维权运动中一位重要的阐释者和介入者，在《中国新闻周刊》等主流媒体开设专栏，倡言“民权运动元年”。同年加入独立中文笔会，11月在该会召开首届会员大会后，由会长刘晓波任命为副秘书长。
2004年，被《南方人物周刊》列入“影响中国的50名公共知识分子”，是名单上最年轻的一位作家。
2005年6月，作为独立中文笔会的代表之一，出席在斯洛文尼亚举行的国际笔会第71届代表大会，在闭幕式上作演讲《我们不是作家，是人质》。这是1989年后，第一位来自中国大陆的作家出席国际笔会代表大会。同年受洗，成为基督徒。
2005年9月，在独立中文笔会第二届会员大会高票当选为理事。10月，应邀参加在瑞士举行的“第21届国际南北传媒节”。《瑞士周刊》以“王怡，互联网上的英雄”为题进行了特别报导。
2004-2005年，介入多件中国家庭教会维权案件的调查、诉讼和研究，参与组建“中国基督徒维权律师团”。
2005年底，个人博客“王怡的麦克风”，在德国之声举办的世界博客大赛获得“记者无疆界特别奖”。
2006年，先后应邀在东吴大学出席“两岸知识分子论坛”；在悉尼科技大学出席“中国社会转型与政治文明国际研讨会”；在华盛顿参加“中国宗教自由状况高峰会议”；在纽约参加“纪念文革发动四十周年国际研讨会”。
2006年4月，作为三位来自中国家庭教会的基督徒知识分子之一（另兩位是余杰和李柏光），应邀在白宫与美国总统乔治·沃克·布什会晤。这是1949年后，中国家庭教会的信徒第一次公开与外国首脑会谈。不過在見面前，他和余杰臨時決定要排除同行的人權律師郭飛雄（非基督徒，為法輪功人士維權的最主要大陸律師之一）一起見布什，導致郭其後極大不滿及各處民主人士很多質疑。
2006年11月，应法国外交部“未来人士计划”邀请，对法国的宗教自由和政教关系进行一个月的访问。
2008年10月，应邀在华盛顿出席“全球基督徒法律人大会”，获颁“促进宗教自由杰出贡献奖”。2008年12月辞去教职，蒙召全职服侍。2009年6月在四川省成都市家庭教会“秋雨之福教会”被选立为教导长老，2011年10月被按立为牧师。
2008年12月8日，在远志明主導下，遠志明、余杰、王怡、刘同苏、洪予健、张伯笠、张路加、张志刚、祝建、周小安、范学德、李亚丁、赵莉、赵晓、金明日、崔权、黄磊、杨万里和冯秉诚共19位有中國大陸成長背景的海內外知名基督徒发表《旧金山共识》。相當多的基督徒和民主人士對此共識既完全未提及家庭教會在大陸被迫害的現狀也沒有完整的純正基督信仰之表達有很大質疑 （页面存档备份，存于）。另有基督徒則认为該共識是和执政党中國共產黨政治合作来“和谐”（控制）基督教会（即“基督教和谐控制计划”）。
2013年，参加独立中文笔会在香港举行的年度颁奖会，并在研讨会上发言。9月，作为家庭教会的牧师，在英国《金融时报》的报道中，被列为“25位值得关注的中国人”之一。
2019年11月15日，获独立中文笔会颁发第10届刘晓波写作勇气奖暨第14届狱中作家奖。

## 作品和言論
曾出版随笔集《载满鹅的火车》、《不服从的江湖》，法学论著《宪政主义：观念和制度的转捩》及自印文集《美得惊动了中央》等。后在主流媒体开设“电光倒影”专栏，2009年该专栏获得腾讯“中国传媒年度专栏奖”提名。
成为基督徒后，出版《天堂沉默了半小时》（2008年）、《我有平安如江河》（2009年）、《自由的崛起：15-17世纪加尔文主义对西方五个政府的影响》（合译，2010年）、文集《与神亲嘴》（2008年）、《灵魂深处闹自由》（2012年）、诗集《秋天的乌托邦》、《大教堂》（2014年）、《基督教古典教育》（2015年，合著）、牧函集《灵魂总动员》、《天使的联邦》、《观看中国城市家庭教会》（2012年，合著）、灵修笔札记《大声的默想》《福音的政变》（2017年）等十余种书籍。
對於其在教會內的教導及與基督信仰有關言論，長期在中國大陸服侍家庭教會、來自美國、成長於香港和台灣、持守改革宗浸信會信仰的宣教士潘良佐（化名陳鴿）認為多有不合聖經之處 （页面存档备份，存于），指控他是在利用基督教，並據此認為大陸教會的改革宗有誤入歧途的跡象 （页面存档备份，存于）。另一位華人改革宗牧師王志勇也對其行為有類似評價。
然而, 一些基督敎徒反駁指這些批評者曲解了所引用的提倡容忍的《聖經》經文的意思，他們認為這些經文的原意是不應因行善而自以為義，而不是反對人們爭取公義，保羅勸告其他基督徒學習變得如同他那麼謙卑，而不是主張無所作為，而且提倡容忍是為了使罪人悔改，但如果縱容有權有勢者任意作惡而不加以勸阻，反而會導致加害者的行為變本加厲，也可能會使受害者因失去希望而在日後成為加害者之一，使得更多人受害，因此不應濫用這些經文來為自己的不作為辯護，而且在《舊約》中，先知和虔誠的信主者多次阻止作惡者作惡，上主更多次指責當權者不為弱勢者伸張公義，而在《新約》中，基督亦多次斥責作惡者並阻止他們傷害其他人。

## 判刑
2018年12月9日，中国当局出動數千名警察，逮捕了王怡和秋雨聖約教會長老、執事等上百名基督徒，随后教会被官方取缔。2019年11月底，秋雨圣约教会长老覃德富被控《中華人民共和國刑法》非法经营罪，获刑4年。
2019年12月30日，四川省成都市中级人民法院网站公布，王怡因煽动颠覆国家政权罪和非法经营罪获刑9年，剥夺政治权利3年，没收财产人民幣5万元。王怡前辩护律师张培鸿表示，检方指控王怡煽动颠覆国家政权罪或许是因为“王怡根据《圣经》在教会讲台上说过‘任何人不悔改，就必定灭亡’之类的话，这个表述会被不熟悉《圣经》的官员视为对领导人不敬”。但是张培鸿认为，据此指控王怡构成煽颠罪并不合理。